# Suffolk Park
Suffolk Park est une localité australienne située dans le comté de Byron en Nouvelle-Galles du Sud.

## Géographie
Suffolk Park est située sur la côte de la mer de Corail, à 5 km au sud du cap Byron.

## Histoire
La localité porte le nom de George A. Suffolk (1876-1952) qui, le 16 novembre 1922, cède au conseil du comté de Byron une vaste parcelle de terrain destinée à être urbanisée.

## Démographie
En 2016, la population s'élevait à 3 750 habitants.